# Atentado de la Procesión del Corpus
El atentado de la Procesión del Corpus fue una acción terrorista ocurrida en Barcelona el 7 de junio de 1896 contra la procesión que se celebraba con motivo del Corpus Christi. La explosión causó la muerte de 12 personas (3 de ellas instantáneamente) e hizo que otras muchas resultaran heridas.
A pesar de que fueron detenidas varias personas que confesaron haber cometido el atentado o haber colaborado en él, lo cierto es que siempre han existido serias dudas en torno a la autoría. Durante los juicios que siguieron al atentado, los llamados "Procesos de Montjuic", también hubo numerosas irregularidades.

## Antecedentes
Desde el mismo comienzo de la Revolución Industrial surgieron movimientos obreros, como el socialismo o el anarquismo, que luchaban contra las paupérrimas condiciones laborales de la clase obrera. Ante los pocos logros que conseguían o a consecuencia de la represión, muchos sectores se sintieron defraudados y se decidieron por otras formas de acción directa, la conocida como propaganda por el hecho. Esta era una estrategia anarquista basada en el supuesto de que el impacto de una acción genera más repercusiones, obtiene más relevancia y, por tanto, es mucho más eficaz que la simple palabra para remover las conciencias populares. Siguiendo los ejemplos de agitación anarquista que se dieron en París, Londres, el Imperio ruso e Italia, este fenómeno también se va a reproducir en Barcelona.
Tras haber realizado varios atentados contra distintos sectores de la patronal barcelonesa, como la sede de la organización patronal Fomento del Trabajo Nacional, en 1893 una bomba fue lanzada por el anarquista Paulino Pallás contra el capitán general de Cataluña Arsenio Martínez Campos, bomba que pese a no alcanzar prácticamente al general Martínez Campos (que resultó levemente herido) sí mató al guardia civil Jaime Tous. Pallás fue rápidamente detenido y tras ser juzgado, sería fusilado unos meses después. Esta ejecución provocó a su vez que otro anarquista, Santiago Salvador, decidiera vengarse: el 7 de noviembre de 1893 se produjo un atentado en el que una bomba  fue lanzada en el Gran Teatro del Liceo de Barcelona, y a consecuencia del cual murieron 22 personas y otras 35 resultaron heridas. El atentado del Liceo provocó una fuerte represión sobre el movimiento obrero en general, y contra los anarquistas en particular.

## El atentado

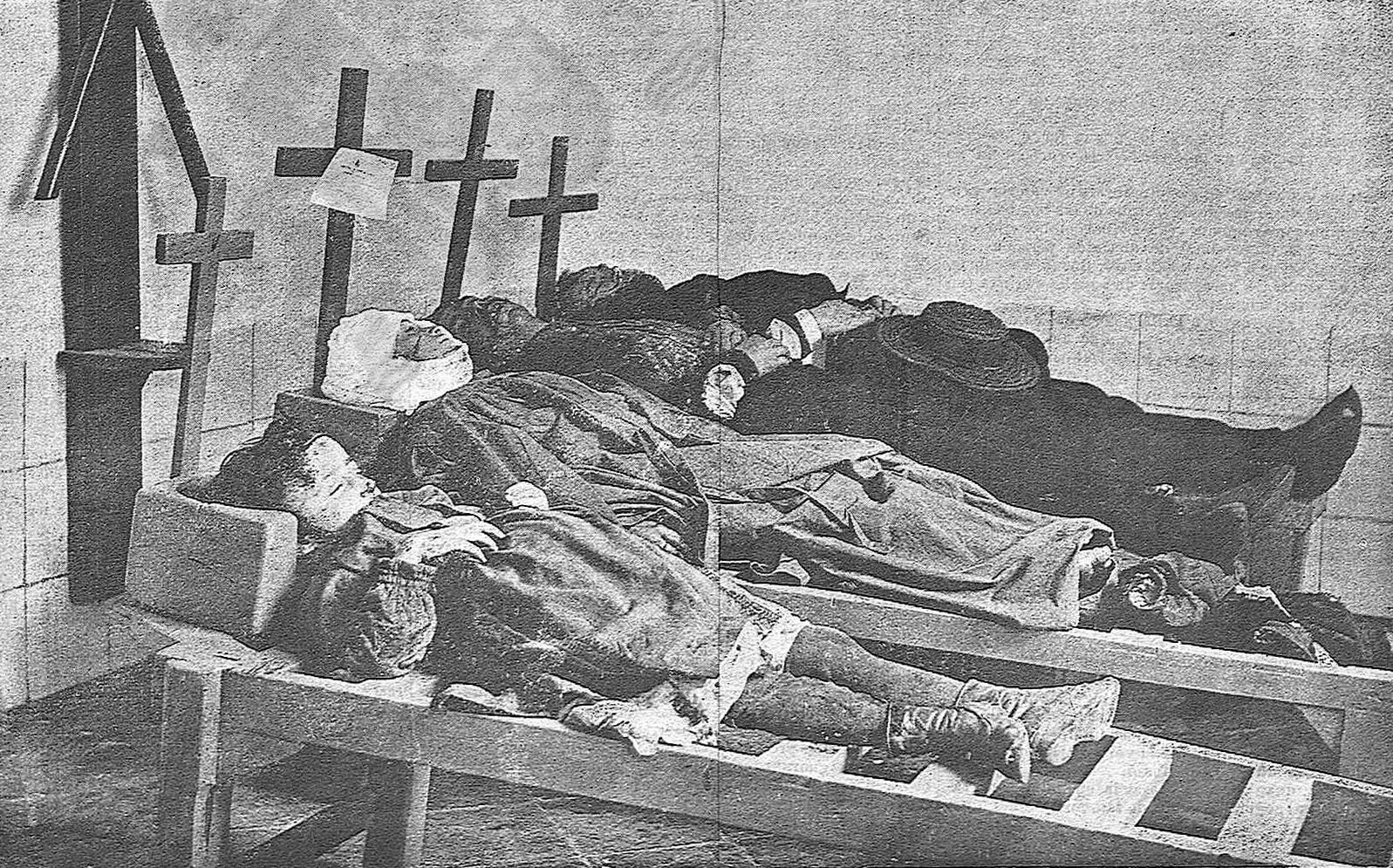
Exposición de cadáveres en el Hospital de la Santa Cruz

El 7 de junio de 1896, sobre las 9 de la noche, fue lanzado un artefacto explosivo en el momento en que la procesión del Corpus de la Iglesia de Santa María atravesaba la confluencia de las calles de los Cambios nuevos y Arenas del Cambio. La explosión provocó al instante 3 muertos y numerosos heridos, aunque en los siguientes días muchos de ellos fallecerían a consecuencia de las heridas. Finalmente hubo 12 muertos en total, y otras 70 personas llegaron a ser atendidas por heridas de diversa consideración. Las víctimas eran ciudadanos corrientes, puesto que las principales personalidades y autoridades públicas iban tras la custodia y no se vieron afectados.

## Consecuencias
Los atentados anarquistas provocaron un hondo clima de indignación entre la población que se manifestó en una completa repulsa desde todos los sectores sociales, desde los ateneos y centros políticos hasta los centros sindicales obreros. Ya en 1894 estas acciones habían llevado a la promulgación de una ley sobre atentados con explosivos que castigaba incluso con la pena de muerte.

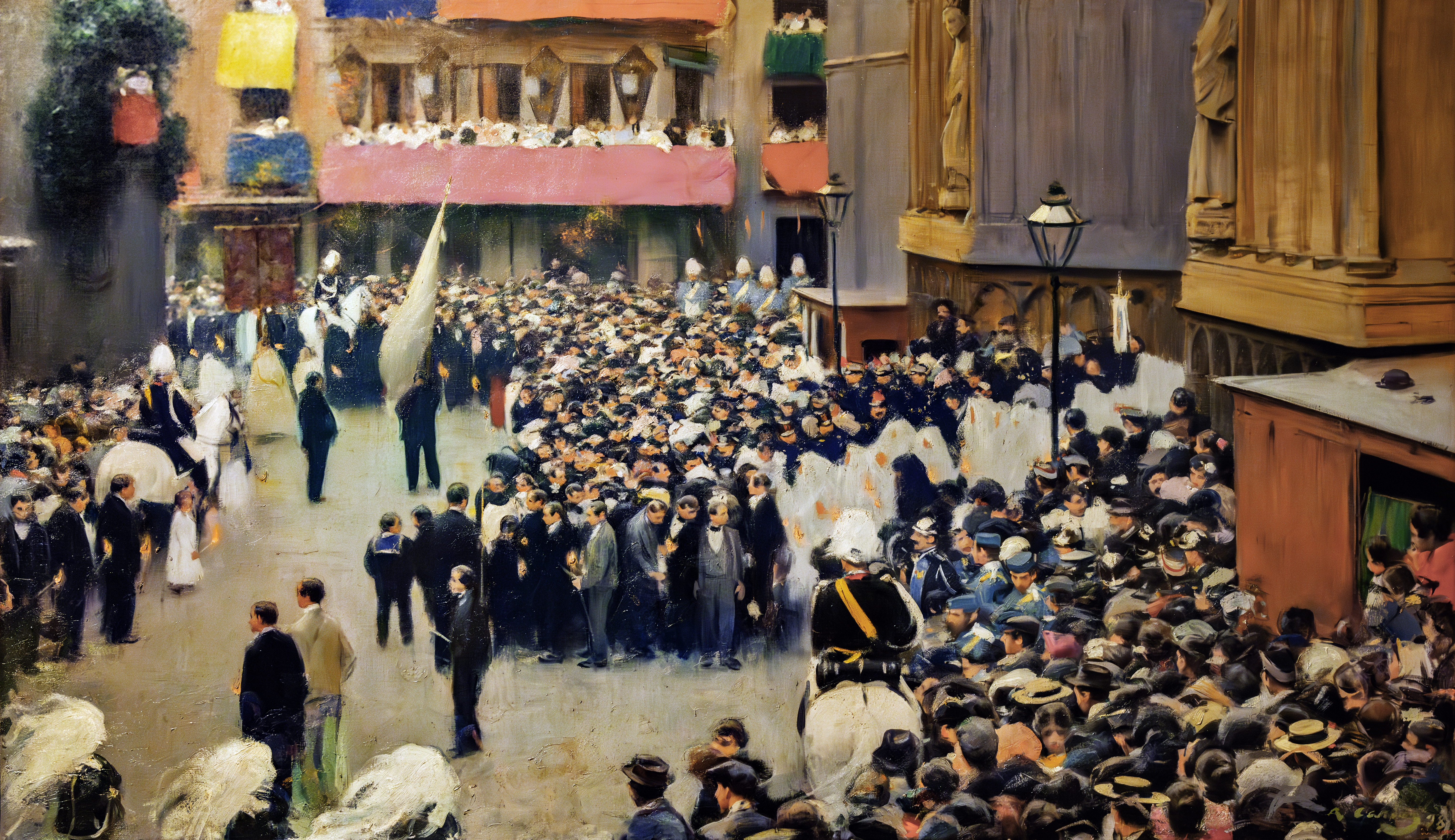
Procesión del Corpus de la Iglesia de Santa María, pintado por Ramón Casas e inspirado en el atentado.

El atentado del Corpus llevó a que se produjeran numerosas redadas contra los círculos anarquistas en Barcelona, y en última instancia al inicio de un gran procedimiento judicial, los posteriormente denominados "Procesos de Montjuic". Incitados desde numerosos sectores, las autoridades emprendieron una durísima represión contra todo sospechoso de simpatizar o estar relacionado con el movimiento anarquista. Uno de los detenidos fue Josep Llunas i Pujals, fundador y director del semanario anarquista La Tramontana, a pesar de que siempre se había manifestado contrario a la violencia y al terrorismo. De hecho horas antes de su detención La Tramontana había publicado un artículo-manifiesto condenando el atentado que comenzaba diciendo:

«Con lágrimas de indignación más sentidas en el fondo del corazón que salen de los propios ojos, empezamos a escribir el número de esta semana bajo la dolorosa y terrible impresión del monstruoso atentado del domingo pasado. Una mano criminal que no puede obedecer más que al cerebro de un loco sembró la muerte y la desolación entre el público de Barcelona que había acudido a ver una manifestación católica, haciendo víctimas de sus salvajadas a indefensas mujeres, inocentes criaturas y pobrecitos ancianos. Si el autor o autores de tan repugnantes hechos pretenden encubrir su locura o su vileza bajo el manto de unas ideas que ni entienden ni practican, ni conocen, ni estudian, sepan y entiendan que los honrados partidarios de ellas les escupen en la cara…»

Cerca de cuatrocientas personas consideradas revolucionarias o subversivas fueron encarceladas en el castillo de Montjuic. El obrero anarquista Tomás Ascheri fue considerado autor material del atentado, siendo detenido inmediatamente. El proceso judicial fue llevado a cabo por un tribunal militar, y si bien abundaron en él graves irregularidades, el gobierno no admitió las acusaciones de tortura, denunciadas por presos y familiares de los mismos y motivo de agitación y propaganda por parte de ciertos sectores. Los acusados denunciaron haberse confesado autores del atentado por haber sufrido tortura. Estas denuncias encontraron amplio eco en la sociedad y se extendieron por toda Europa, impulsadas por revistas del ámbito de la izquierda y la intelligentsia, como la francesa La Revue Blanche. Esta corriente de opinión negaba la culpabilidad de los condenados y arremetía contra el Gobierno español por las supuestas torturas. Algunos años más tarde, destacados anarquistas como Charles Malato y Luis Bonafoux llegaron a asegurar que el autor del atentado había sido otra persona, señalando el hecho de que las confesiones se hubieran obtenido mediante torturas. También se señaló la posibilidad de que un anarquista francés, Girault, fuera el verdadero autor de la masacre.
Según su declaración ante la policía, Ascheri había arrojado la bomba contra la procesión con la intención de que estallara «al paso de las autoridades», y que su acción seguía los planteamientos de la "apología de la propaganda por el hecho". Por otro lado, la policía concluyó que habían existido dos grupos organizados que habrían organizado la comisión de atentados con bomba: uno sería el llamado "Grupo de Gracia", encabezado por José Molas, Antonio Nogués y Francisco Llombart, y otro era el "Grupo de Sants", encabezado per Jaime Vilella, José Vila y José Pons.

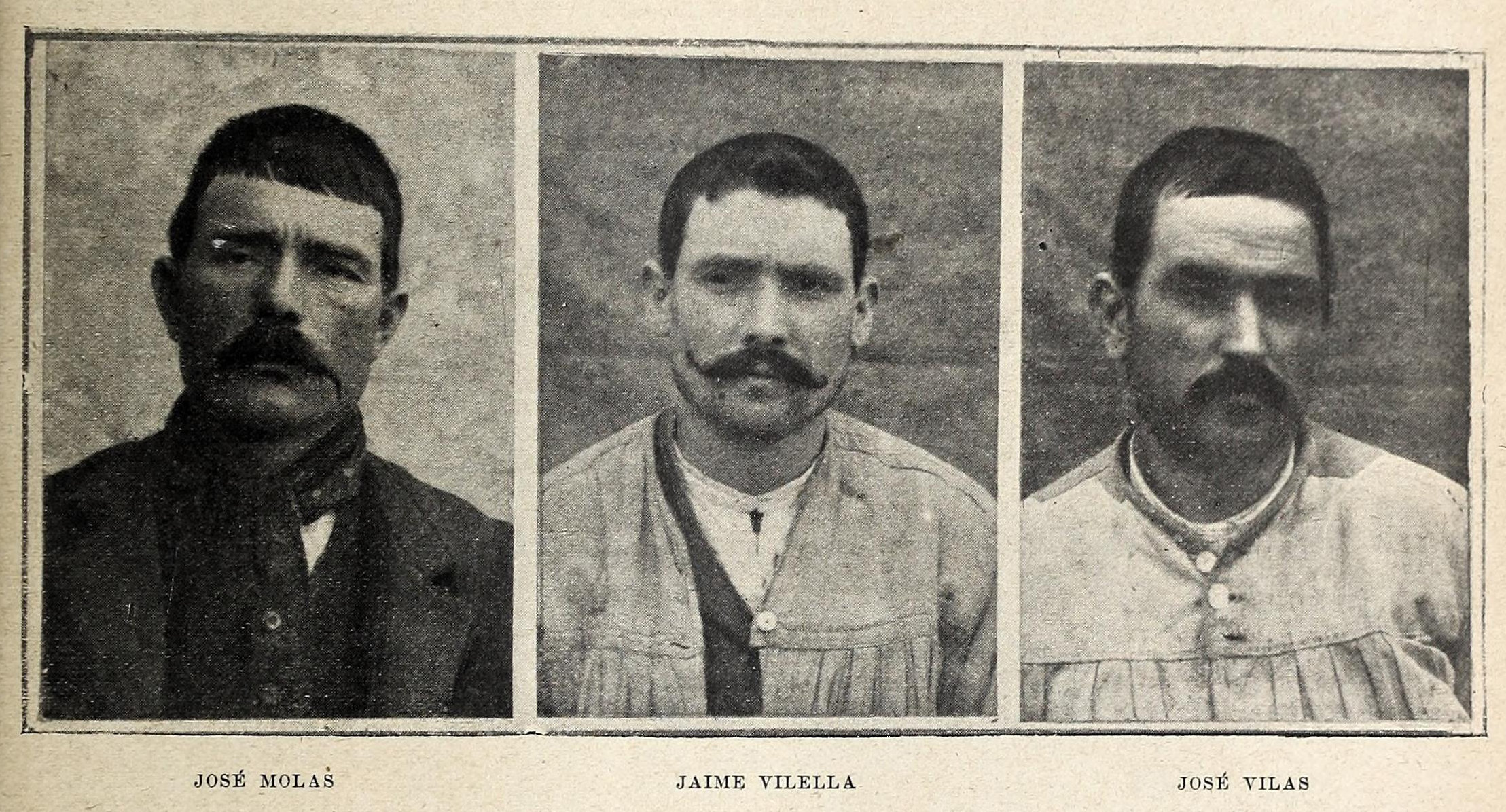
José Molas, Jaime Vilella y José Vilas.

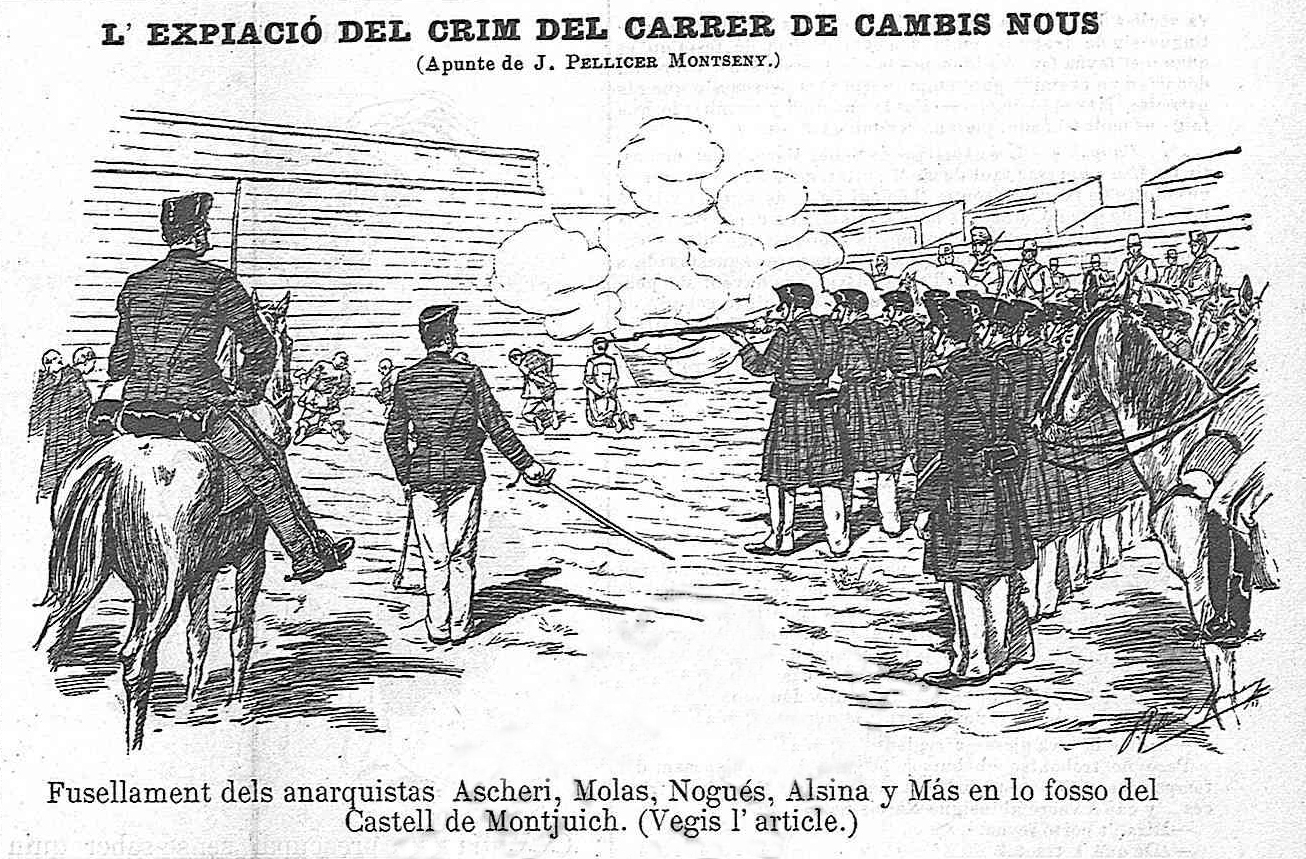
Fusilamiento de Ascheri, Molas, Nogués, Alsina y Más en 1897 en el castillo de Montjuic

De las 400 personas detenidas, la mayoría fueron puestas en libertad y solo 87 fueron llevadas a juicio bajo la acusación de haber causado la muerte a 12 personas y lesiones a 35. Tras meses de confinamiento y torturas en el castillo,[cita requerida] el fiscal solicitó 28 penas de muerte y 59 cadenas perpetuas, aunque finalmente solo fueron ejecutados cinco acusados y se impusieron entre 9 y 20 cadenas perpetuas. Otros imputados, aunque absueltos por el tribunal, fueron deportados a la colonia de Río de Oro por orden del Gobierno conservador de Antonio Cánovas del Castillo. El 28 de abril de 1897 el Consejo Supremo de Guerra y Marina confirmaba las cinco penas de muerte, y el 5 de mayo eran ejecutados Tomás Ascheri, Antonio Nogués, José Molas, Luis Mas y Juan Alsina.
Además, el 2 de septiembre de 1896, el gobierno de Cánovas promulgó una nueva ley antiterrorismo, que agravaba los efectos de la anterior norma aprobada en 1894 y amplificaba la persecución contra el anarquismo. El gobierno creyó erróneamente que mediante estas medidas, así como con la clausura de los centros de reunión anarquistas, lograría aplacar el peligro de nuevos atentados. Por el contrario, no dedicó ningún esfuerzo realista a la creación de una fuerza policial capaz de enfrentarse con la nueva amenaza que suponía el terrorismo. Unos meses más tarde, el presidente Cánovas sería asesinado por el anarquista italiano Michele Angiolillo en venganza por las ejecuciones de Montjuic, aunque otras fuentes siempre han sostenido que detrás de dicho asesinato había una trama mucho más amplia y con intereses diversos.
A comienzos de enero de 1901 el gobierno de Sagasta dictó el indulto de los que permanecían en prisión o seguían exiliados en Río de Oro.